# 林懋祉
林懋祉，号位南，福建福州永泰县嵩口人，清朝政治人物、進士出身。

## 生平
同治七年（1868年）戊辰科進士，改翰林院庶吉士，授户部陕西司主事。